# كاثرين كرو
كاثرين كرو (بالإنجليزية: Catherine Crowe)‏ (20 سبتمبر 1803 في المملكة المتحدة - 14 يونيو 1876 في المملكة المتحدة)؛ كاتبة مسرحية، كاتِبة، مترجمة وروائية بريطانية.